# Puerto Evo Morales
Puerto Evo Morales es una localidad boliviana amazónica, perteneciente al Municipio de Bella Flor, sobre la frontera con Brasil, ubicado en la provincia Nicolás Suárez del departamento de Pando. La localidad se encuentra ubicada en la frontera con Brasil, al lado de la ciudad brasileña de Plácido de Castro. 
Según el último censo de 2012 realizado por el Instituto Nacional de Estadística de Bolivia (INE), la localidad cuenta con una población de 721 habitantes y está situada a 133 metros sobre el nivel del mar.
Puerto Evo Morales fue oficialmente fundado el 5 de mayo de 2007. Pero cabe mencionar, que antes de la fundación, el 30 de abril de ese año, la población de la comunidad de Montevideo había sufrido un voraz incendio, que lo quemó todo a su paso, incluyendo sus viviendas. Los pobladores refundaron su comunidad y decidieron por unanimidad ponerle el nombre de Puerto Evo Morales en homenaje al sexagésimo quinto Presidente de Bolivia Evo Morales Ayma.
El 5 de mayo de 2017 (10 años después de su fundación), la Cámara de Senadores de Bolivia aprobó una declaración camaral, rindiendo un homenaje a la comunidad de Puerto Evo Morales por su décimo aniversario de fundación.

## Geografía
Puerto Evo Morales se encuentra en las tierras bajas de Bolivia en el sistema del Río Amazonas. Los largos tramos de la región aún están cubiertos de selva tropical. Puerto Evo Morales se encuentra bajo la jurisdicción del Municipio de Bella Flor.

## Clima
El clima de la región es el clima de lluvia húmeda de los trópicos. La temperatura promedio anual de la región es de 26.5 °C. Las temperaturas promedio mensuales varían solo de manera significativa entre los 25 °C en los meses de junio y julio y alrededor de 27 °C de septiembre a enero. La precipitación anual es de 1,800 mm, de diciembre a marzo los picos de precipitación son más de 200 mm, y solo la corta estación seca de junio a agosto tiene una precipitación mensual de 30 mm.

## Demografía

### Población
| Año  | Población | Fuente                  |
| ---- | --------- | ----------------------- |
| 1992 | -         | Censo boliviano de 1992 |
| 2001 | -         | Censo boliviano de 2001 |
| 2012 | 721       | Censo boliviano de 2012 |